# مريم السالك احمادة
مريم السالك احمادة  هي والي ولاية أوسرد في دولة الجمهورية العربية الصحراوية، وشغلت قبل ذلك وزيرة للثقافة ووزيرة للتعليم، كما أنها عضو نشط في الاتحاد الوطني للمرأة الصحراوية، وعضو الامانة الوطنية لجبهة البوليساريو، ورئيسة الجامعة الصيفية للإطارات الصحراوية.